# Ligota Wielka (Łagiewniki)
Ligota Wielka (deutsch Groß Ellguth) ist ein Dorf in der Landgemeinde Łagiewniki (Heidersdorf) im Powiat Dzierżoniowski in der Woiwodschaft Niederschlesien in Polen.

## Lage
Die Ortschaft liegt etwa sechs Kilometer südwestlich von Łagiewniki (Heidersdorf), 18 Kilometer östlich von Dzierżoniów (Reichenbach), und 45 Kilometer südwestlich von Breslau.

## Geschichte
Das Dorf wurde 1341 als Elgot erwähnt. Nach dem Ersten Schlesischen Krieg fiel Groß Ellguth 1741/42 mit dem größten Teil Schlesiens an Preußen. Die alten Verwaltungsstrukturen wurden aufgelöst und Groß Ellguth in den Landkreis Reichenbach eingegliedert, mit dem es bis 1945 verbunden blieb. Mitte des 19. Jahrhunderts war der Grundherr Erblandmarschall Graf von Sandreczky, Majoratsgericht Langenbielau. 1845 zählte Groß Ellguth 124 Häuser, ein herrschaftliches Schloss, zwei Vorwerke, 709 Einwohner (davon 33 katholisch), eine evangelische Begräbniskirche die 1572 als reformierte Hofkapelle erbaut wurde, eine Wassermühle, eine Windmühle, 25 Baumwollwebstühle, zwei Leinwebstühle, eine Brauerei, eine Brennerei, zwei Wirtshäuser, 26 Handwerker und acht Händler. Groß Ellguth war evangelisch zur Kirche in Ober Panthenau und katholisch zur Kirche in Girlachsdorf gepfarrt. Seit 1874 bildete Groß Ellguth einen eigenen Amtsbezirk, der zunächst vom Amtsvorsteher in Groß Ellguth verwaltet wurde. Vor 1934 wurde Groß Ellguth in den Amtsbezirk Lauterbach eingegliedert. 1933 umfasste der Amtsbezirk Lauterbach die Landgemeinden Groß Ellguth, Lauterbach, Nieder Panthenau und Ober Panthenau. 1934 erfolgte die Rückbenennung des Amtsbezirkes Lauterbach in Groß Ellguth.
Als Folge des Zweiten Weltkriegs fiel Groß Ellguth 1945 mit dem größten Teil Schlesiens an Polen. Nachfolgend wurde es in  Ligota Wielka umbenannt. Die deutschen Einwohner wurden – soweit sie nicht schon vorher geflohen waren – vertrieben. Die neu angesiedelten Bewohner stammten teilweise aus Ostpolen, das an die Sowjetunion gefallen war. Ligota Wielka ist heute Teil der Landgemeinde Łagiewniki.

## Sehenswürdigkeiten
- Schloss Groß Ellguth, früher auch Altes Schloss oder Burg genannt, in der zweiten Hälfte des 16. Jahrhunderts als befestigtes Herrenhaus erbaut, um 1900 restauriert. Ende des Zweiten Weltkrieges zerstört, heute Ruine.
- Filialkirche Unsere Liebe Frau, ehemalige evangelische Begräbniskirche. 1572 als reformierte Hofkapelle erbaut, in der ersten Hälfte des 18. Jahrhunderts umgestaltet, mit einem Renaissance-Altar aus dem 16. Jahrhundert.

## Persönlichkeiten
- Carl Erdmann von Lichnowsky und Woschtitz (1709–1767), preußischer Landrat